# Municipio de Nora (Illinois)
El municipio de Nora (en inglés: Nora Township) es un municipio ubicado en el condado de Jo Daviess en el estado estadounidense de Illinois. En el año 2010 tenía una población de 370 habitantes y una densidad poblacional de 5,64 personas por km².

## Geografía
El municipio de Nora se encuentra ubicado en las coordenadas 42°26′1″N 89°57′9″O / 42.43361, -89.95250. Según la Oficina del Censo de los Estados Unidos, el municipio tiene una superficie total de 65.62 km², de la cual 65,62 km² corresponden a tierra firme y (0 %) 0 km² es agua.

## Demografía
Según el censo de 2010, había 370 personas residiendo en el municipio de Nora. La densidad de población era de 5,64 hab./km². De los 370 habitantes, el municipio de Nora estaba compuesto por el 98,92 % blancos, el 0,27 % eran afroamericanos y el 0,81 % eran de una mezcla de razas. Del total de la población el 1,89 % eran hispanos o latinos de cualquier raza.